# Istiblennius edentulus
Istiblennius edentulus is een straalvinnige vissensoort uit de familie van naakte slijmvissen (Blenniidae). De wetenschappelijke naam van de soort is voor het eerst geldig gepubliceerd in 1801 door Forster & Schneider.